# 神田東紺屋町
神田東紺屋町（日语：／ Kanda-higashi-konyachō */?）是東京都千代田區的町名。人口56人（2013年8月1日）。郵遞區號101-0034。

## 地理
位於千代田區東北部，屬神田地域。北臨神田東松下町，東與岩本町間以昭和通為界，南接神田紺屋町，西鄰神田北乘物町、神田紺屋町。神田東紺屋町是神田站東口商業區的一角。

## 歷史
江戶時代，此地為町人與武士的屋敷地。1869年（明治2年），神田紺屋町三丁目、神田紺屋町一丁目代地、本銀町會所屋敷、神田佐柄木町代地、永富町二丁目代地合併成立「東紺屋町」。

### 地名由來
本地在神田紺屋町東側而得名。

## 交通
町内無鐵路站，可利用西邊的神田站、南邊的總武快速線新日本橋站、東邊的東京地下鐵日比谷線小傳馬町站。

## 設施
- 日本美伊娜多化妝品（日语：日本メナード化粧品）東京支社

## 備註
1. ↑  千代田区ホームページ - 町丁別世帯数および人口（住民基本台帳）：平成25年8月1日現在 的存檔，存档日期2013-10-27.
2. ↑  .   [2013-08-16]. （原始内容存档于2020-10-19）.